# Padwan
Padwan, padwana (od miasta Padwa), gatunek pieśni lub piosenki miłosnej pojawiający się w poezji mieszczańskiej w XVI i XVII wieku. Zbliżony pod wieloma względami do renesansowej poezji włoskiej. Charakteryzuje się rozmaitością rytmiczną i stroficzną oraz specyficznymi formami wypowiedzi i nastroju. Padwanami nazywano również utwory pokrewne madrygałom.
Obecny był również w polskiej poezji.